# Exequias (pintor)
Exequias (en griego antiguo: Εξηκίας, romanizado: Eksēkias, también Εχσεκιας); en latín: Execias) fue un antiguo pintor y ceramista, que trabajó aproximadamente de 550 a. C. - 525 a. C. en Atenas.Sin embargo, su cerámica se exportó a otras regiones, como Etruria. Pintó principalmente con una técnica conocida como figuras negras que sólo se utilizó durante un periodo relativamente corto, lo que permite datar con precisión su periodo de actividad.

## Un arte innovador

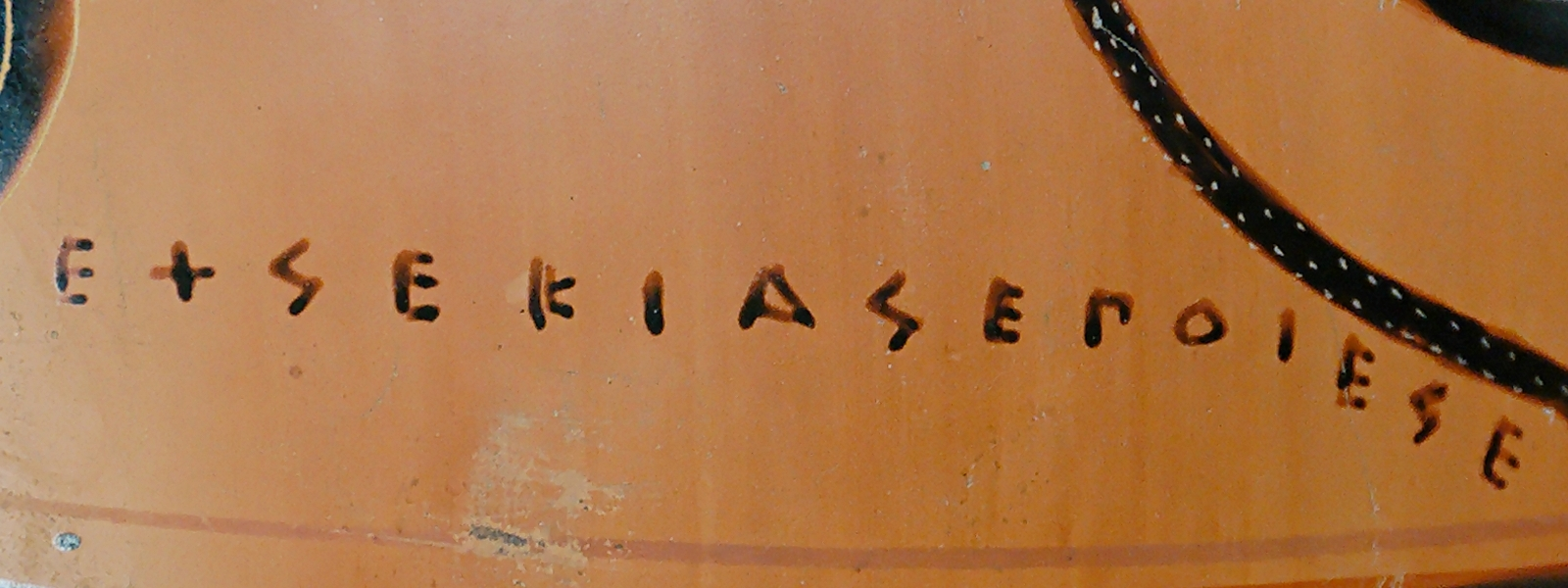
Firma de Exequias como ceramista: griego ΕΧΣΕΚΙΑΣ ΕΠΟΙΕΣΕ}} (“Exequias me hizo”), ca. 550–540 a. C., Louvre F 53

Fue uno de los más grandes maestros de la técnica llamada de figuras negras. Formó parte originalmente del llamado Grupo E. Desarrolló el estilo de figuras negras hasta su máximo esplendor.  El tema mítico se representa a menudo en el momento anterior o posterior a la acción, en lugar de en la acción habitual, lo que añade una dimensión psicológica. Exequias también desarrolló una nueva técnica pictórica que producía un color de fondo rojo coral. También trabajó como alfarero, desarrollando nuevas formas de ánforas y cráteras, como cráteras de cáliz.
Los trabajos de Exequias se distinguen por sus grandes composiciones, dibujo preciso y sutil caracterización, que transcienden las inherentes limitaciones de la técnica de figuras negras. Como ha dicho un historiador del arte griego, 

el sello de su estilo está cerca de una dignidad estatuaria que lleva a la pintura de cerámica por primera vez a reclamar un lugar como un arte mayor
John Boardman, Athenian Black Figure Vases, 1974

Su arte se caracterizó por la noble gravedad de sus figuras y de toda la composición, una caligrafía firme y clara, y lleva la técnica de la pintura de figuras negras a su más perfecta culminación.
Fue un pintor y ceramista innovador, que experimentó con nuevas formas y concibió técnicas inusuales tales como pintar la totalidad del tondo en rojo coral para realzar el color, como en la Copa de Dioniso.Según un procedimiento utilizado en ocasiones, el fondo rojo brillante se obtenía mediante una cocción especial de la misma sustancia utilizada para la decoración, que luego se ennegrecía en el horno.
Uno de sus trabajos mejor conocidos es un ánfora, actualmente en los Museos Vaticanos de Roma, que representa a Áyax el Grande y a Aquiles jugando en Troya; tiene inscritas las palabras 

Eksekias egraphse kapoiese
Exequias me hizo y decoró.

Otros trabajos también muestran escenas de la guerra de Troya, como Aquiles matando a Pentesilea, reina de las Amazonas, o Áyax el Grande preparándose para cometer su suicidio. Otra obra, que aparece casi sin falta en cada texto sobre el arte griego, es un kílix, dentro de la cual está la imagen del dios del vino Dioniso en una nave. Lleva la firma

Eksekias epoiese
Exequias hizo (me)

Estos vasos son obras maestras; sin embargo, solo unas pocas subsisten. Firmó 13 vasos, 11 de ellos como alfarero y dos como alfarero y pintor. Parece improbable que pudiera ganarse la vida con estos pocas piezas de artesanía. Quizás pudo haber producido muchas cerámicas menos cuidadosamente hechas y sin firmar para el consumo general.
Exequias probablemente era de Atenas. La lista del arqueólogo clásico británico John Beazley incluye dieciocho de sus ánforas, una crátera de cáliz, una hidria y dos pínaces funerarios de terracota (con fragmentos de ánforas y otros vasos que suman un total de 132 pieza).Exequias también fue el autor de varias formas de vasos nuevos.
No se sabe ningún detalle de su vida, por lo cual se concluiría su escasa significancia social (quizás no tan grave como la de Van Gogh) a un contemporáneo. Ha sido deducida su preferencia por los temas sobre Áyax el Grande que era de Salamina.

## El alfarero y el pintor
Inicialmente alfarero, realizó ánforas de tipo C, ánforas de tipo A  —se dice que él inició la moda de las mismas—, ánforas de cuello, copas de labios y la crátera en forma de cáliz, que parece haber sido el primero en decorar. También puede haber inventado la forma. Su contribución como pintor debe distinguirse de su trabajo como alfarero. Evidentemente, toda cerámica atribuida a Exequias debe poder mencionar si se trata del alfarero o del pintor, o incluso de ambos. Al principio de su práctica conocida, formaba parte del patrimonio de un grupo de alfareros y pintores sobre cerámica, el Grupo E. Ellos produjeron la parte pintada de varias de las cerámicas de Exequias, y él pintó cerámicas del Grupo. Firmó dos veces “Εχσεκιας εγραφσε καποεσε με” (Exsekias me pintó y me hizo): por lo tanto, se supone que a diferencia de muchos otros artistas importantes, trabajó como pintor y alfarero.

## Temas

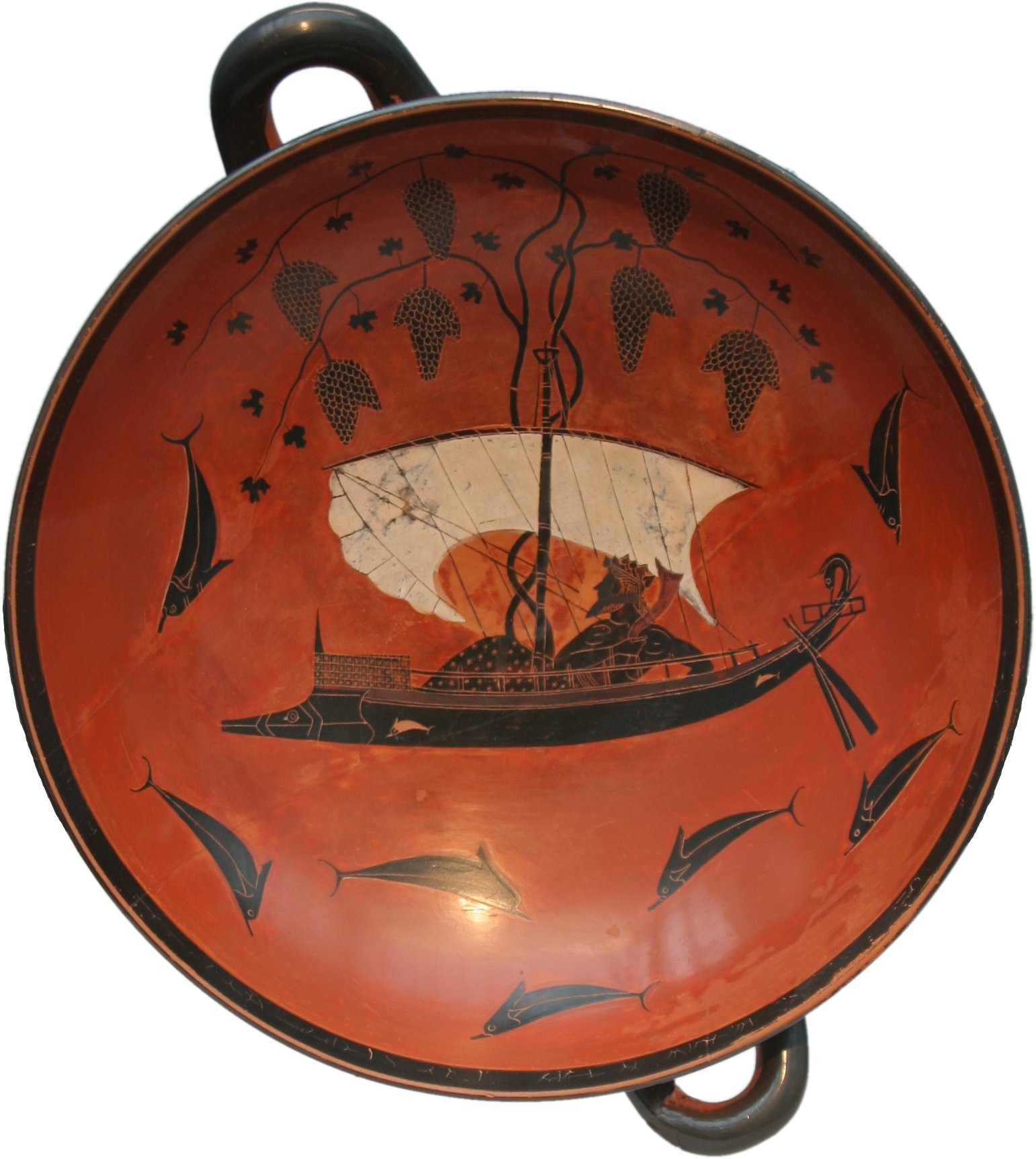
Copa de Dioniso (tondo), Staatliche Antikensammlungen, Múnich.

Se distingue por la elección del momento descrito y por el carácter monumental de sus composiciones, la elegancia en el dibujo de animales y personas con innegables cualidades de observación y sensibilidad. En sus pinturas, se caracterizó principalmente por la seriedad épica de los temas, el rigor del dibujo y la composición. Decoró vasijas de tamaño pequeño y mediano, copas y, sobre todo, ánforas de mesa, donde se representan escenas con dos o tres personajes con una fuerza dramática y psicológica sin precedentes.
Cada uno de sus pinturas es como un instante suspendido en el momento más intenso de una vida, y cuidadosamente escenificado con ese fin; se detienen en el momento más intenso. Ya sea en la relación entre dos actores, como en el momento en que Aquiles clava su lanza en el cuello de la reina de las amazonas y se eleva sobre ella, masa negra sobre un cuerpo blanco. También está bien elegido y escenificado el momento del regreso de Cástor y Pólux, cuando Tíndaro adula con la boca a su magnífico caballo y al perro que festeja a Pólux, en un cruce muy sutil; en la pintura, un niño trae ropa nueva para Cástor, Pólux, que ya se ha deshecho de su ropa vieja dañada en el camino, juega con el perro de la familia. Con este último ejemplo podemos decir que las escenas de la vida cotidiana son elevadas a su simple intensidad, una encantadora observación de la acción, mientras que en el ejemplo anterior llega hasta lo heroico y la tragedia más extrema. Le gustaba retratar a los dioses y héroes de los mitos. Sin embargo, en lo que respecta a sus fuentes, ya sean literarias u orales, el hecho de que existan numerosas variantes, sea cual sea el tema, nos demuestra que no existía una única tradición en la época que Exequias hubiera ilustrado. Esto nos demuestra lo difícil que es desvelar el «significado profundo» que se supone que sus pinturas inducen en la mente del espectador.

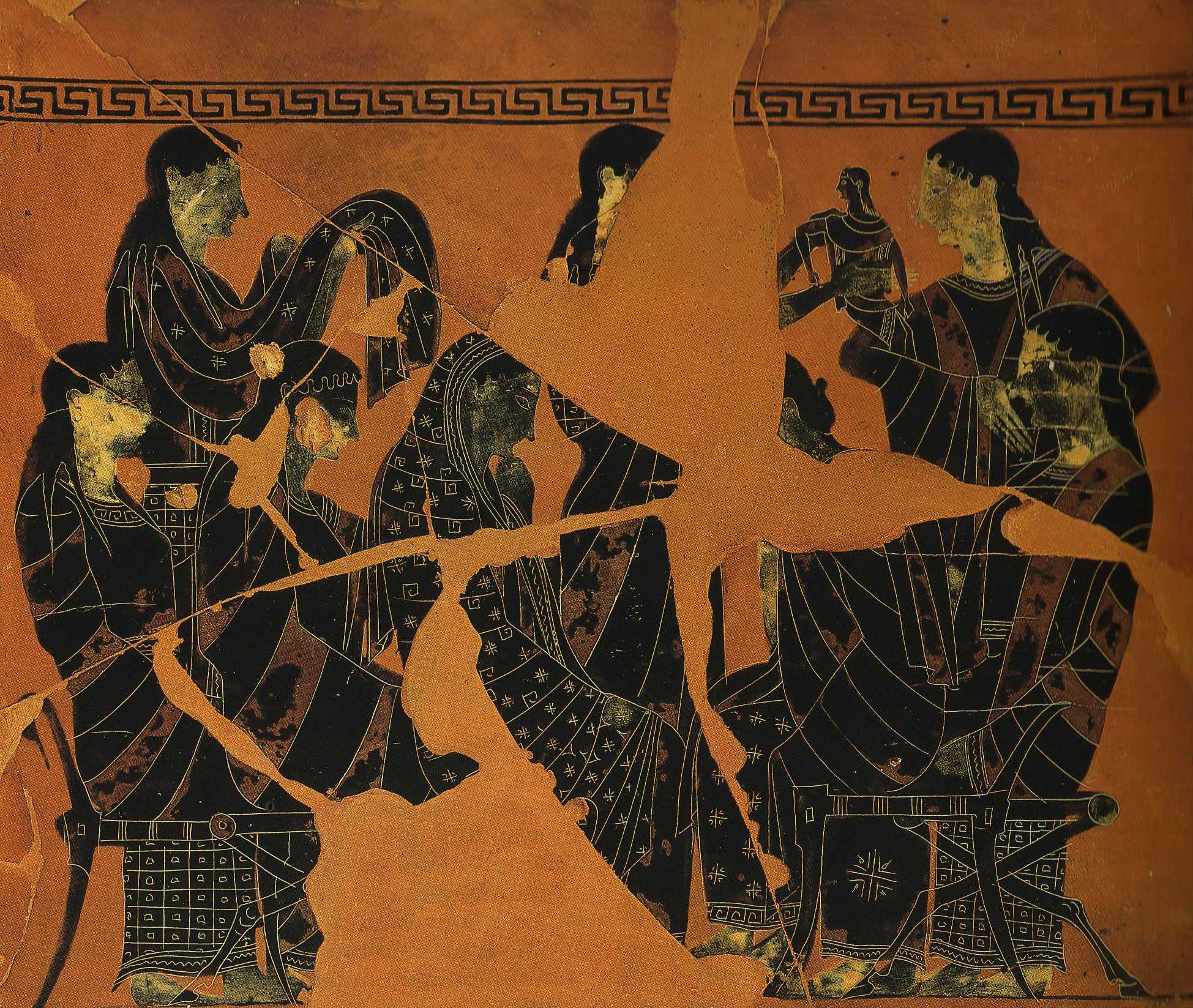
Pínax con escena funeraria de prótesis; hallado en el Cerámico de Atenas (540-530 a. C.)

En el ánfora que muestra a Aquiles y Áyax absortos en su juego de dados, las palabras que salen de sus bocas anuncian los resultados: «tres» para Áyax, «cuatro» para Aquiles. Aquiles domina a Áyax, visualmente hablando, porque es el único que no se ha quitado el casco. Las posturas de los guerreros muestran que se encuentran en un estado de gran tensión, pendientes del resultado de la partida. La pequeña diferencia entre los resultados es una señal: el destino imprevisible que amenaza a cada uno. La guerra es un juego, o de estrategia  de azar. Están inmersos en el juego, pero aún están armados, evocando la atmósfera heroica de la Ilíada. Las figuras están conectadas únicamente por el imponente arco de sus espaldas encorvadas y sus lanzas cruzadas, que materializan la concentración de sus miradas.

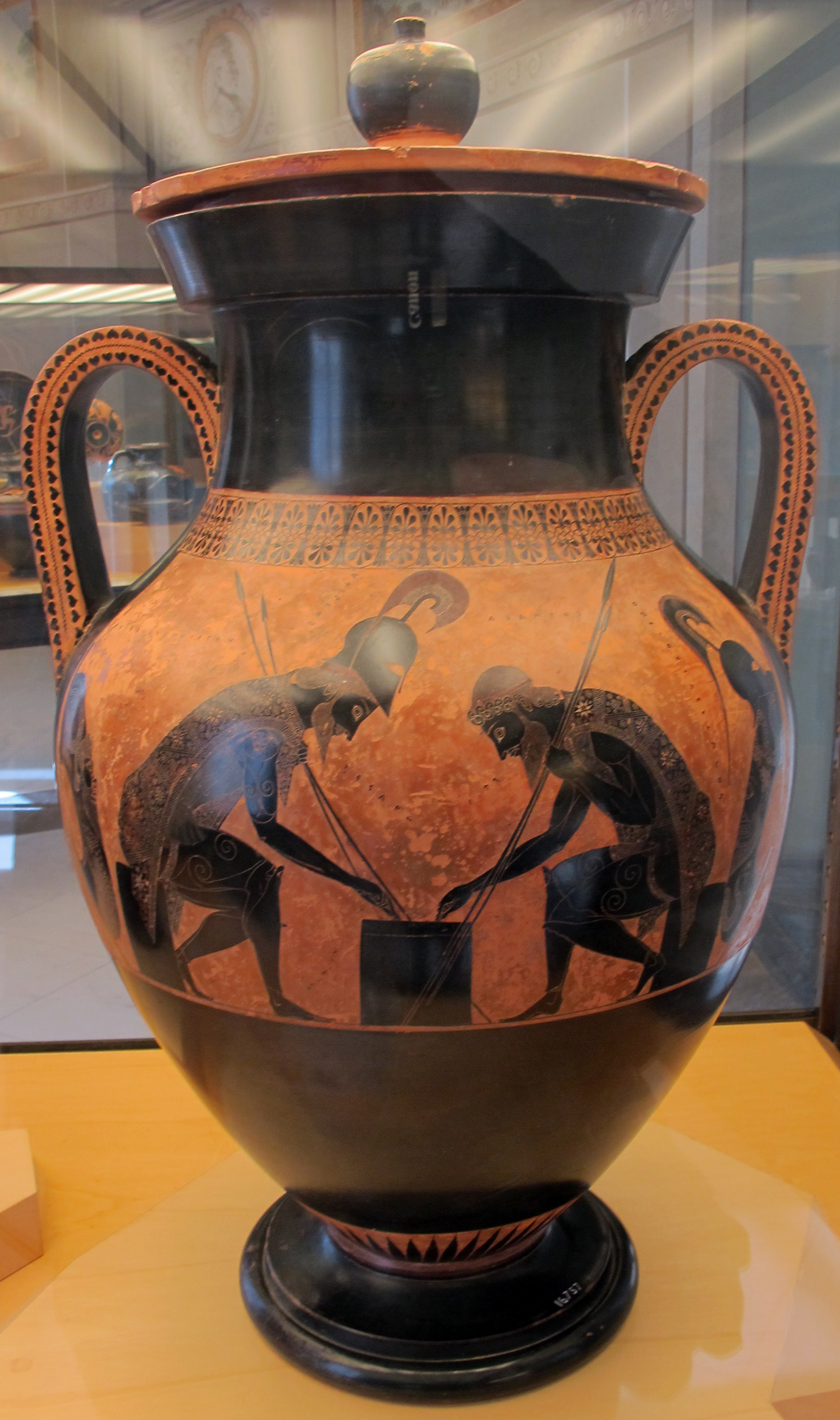
Ánfora ática de figuras negras del Firmada por Exequias. Aquiles y Áyax juegan, apoyados en lanzas, vestidos con mantos ricamente bordados. Detrás de Aquiles, en su yelmo, se encuentra un escudo pintado, forjado para él por Hefesto a petición de su madre Tetis (Museos Vaticanos, Roma).

Su maestría en la cerámica y la pintura queda ilustrada también por un ánfora con una pintura de figuras negras de Aquiles y Pentesilea, reina de las amazonas. Este ánfora tiene una forma hermosa y pura (un ánfora de cuello estrecho), y su protuberancia está decorada con una pintura que representa la trágica lucha entre Aquiles y Pentesilea. Según la mitología griega, Aquiles mata a la reina con una lanza, pero al morir la ve tan hermosa que se enamora perdidamente de ella. La llora amargamente y la entierra a orillas del Escamandro. El ánfora se exhibe en el Museo Británico de Londres.
Un estudio comparativo entre el Pintor de Amasis y Exequias a la hora de abordar la imagen de Dioniso muestra, entre otras cosas, que Exequias se aleja de las representaciones rústicas y alegres (las del Pintor de Amasis) y presenta al dios en un contexto en el que el elemento femenino está poco presente. En la famosa Copa de Berlín, lo convierte en «el arquetipo de asistente a un banquete en el mundo mágico del vino representado como navegación milagrosa» En este kílix de Dioniso, descubierto en la ciudad etrusca de Vulci, en Italia, el tondo de la copa de vino se utiliza como superficie de trabajo para una única escena, que también es un efecto estilístico recurrente en los vasos de Exekias, Dioniso es el dios de la inspiración. Según ciertas interpretaciones en relación con el himno homérico a Dioniso, el cuadro representaría su primer viaje en barco a Atenas. Unos piratas han capturado el barco y posiblemente van a vender a Dioniso como esclavo. Pero el dios cultiva enredaderas en los mástiles, lo que asusta tanto a los piratas que saltan por la borda y se convierten en delfines. Nótese que los piratas no mueren, sino que se transforman en seres inferiores que ahora retozan alrededor del barco y escoltan al dios.
En la escena, el dios planea serenamente sobre el cosmos, el mar, o «el mar vinoso», École du Louvre (colloque) y 1999, loc:  p. 173, pp. 169-180 representado por el espacio rojo, mientras los delfines le escoltan. La vela blanca hinchada evoca la presencia del viento, que sopla a voluntad del dios, en este caso hacia Atenas. El viaje de Dioniso se ha descrito como un «regreso a casa». Pero hay muchas interpretaciones diferentes.

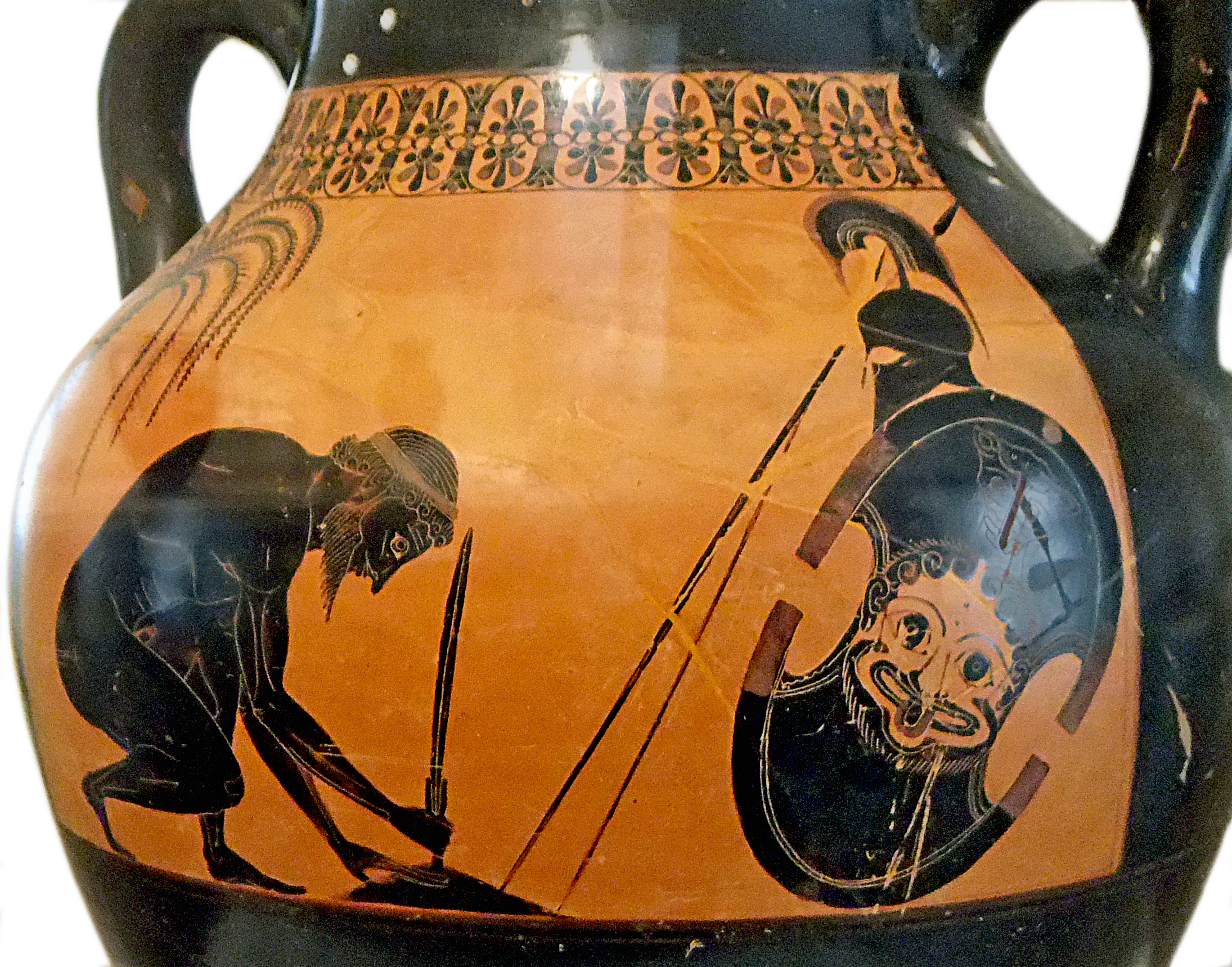
El suicidio de Áyax, ánfora ática de figuras negras, 530 a. C.

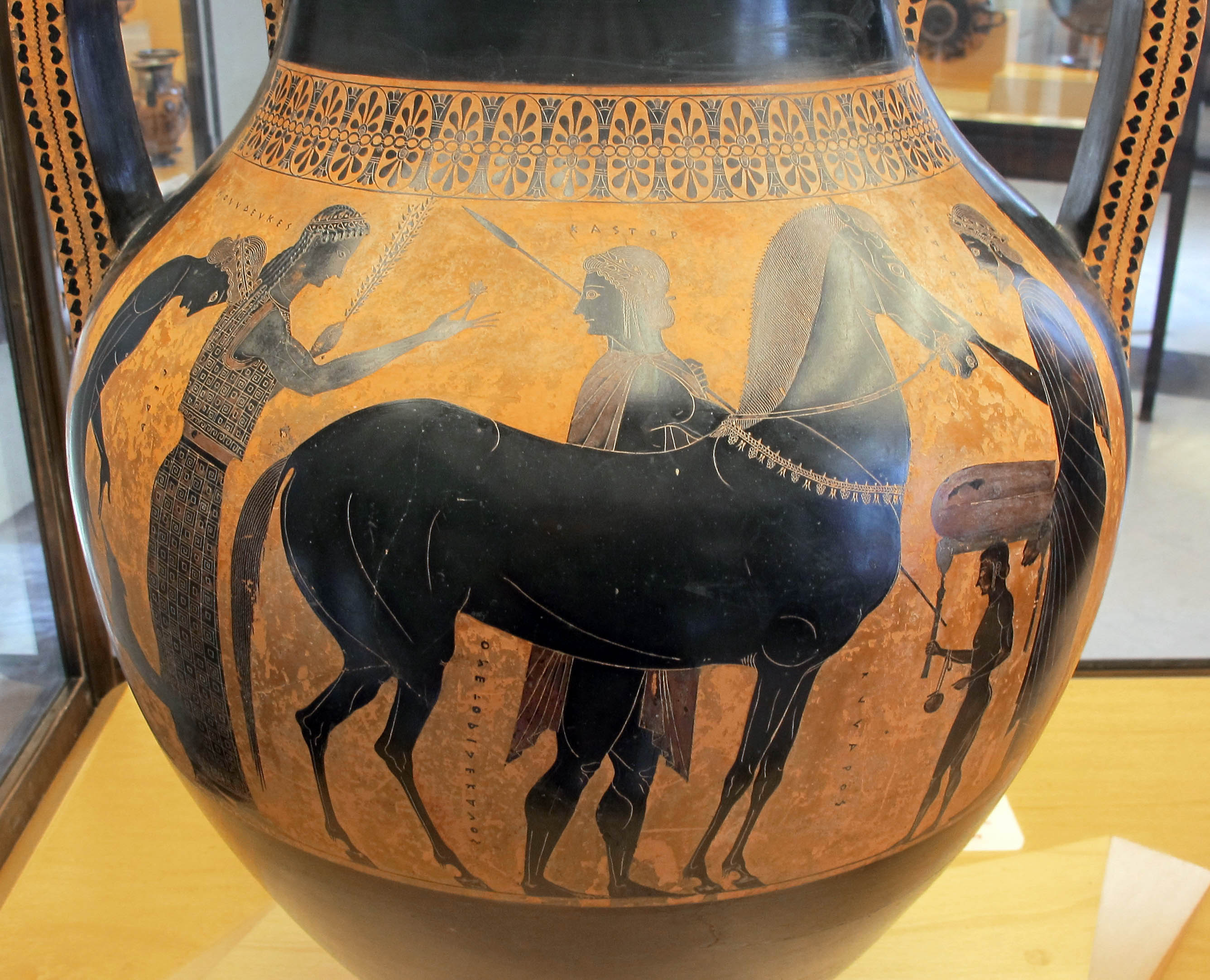
El regreso de Cástor y Pólux (con su caballo). Otra cara de Aquiles y Áyax jugando a los dados. Museo gregoriano etrusco, Vaticano.

El ánfora del museo de Boulogne-sur-Mer representa la preparación del suicidio de Áyax. En este episodio de la Ilíada, Áyax pierde la competición contra Odiseo para determinar quién ganaría la armadura de Aquiles. Áyax, herido en su honor por sus compañeros, quiso matarlos. Pero le sobreviene un ataque de locura y masacra una manada de bueyes, confundiéndolos con jefes griegos.

## Composición

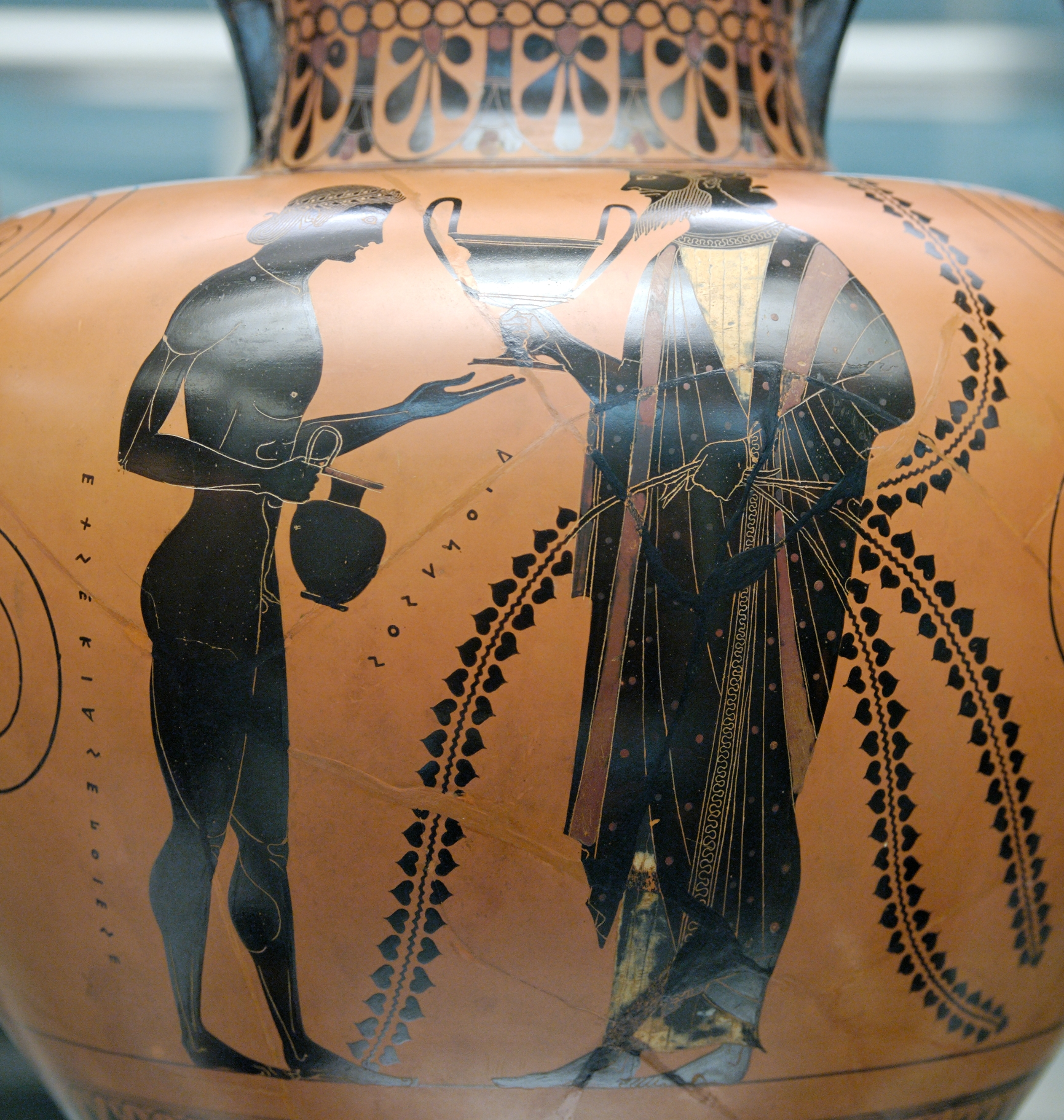
Dioniso y su hijo Enopión. Detalle de ánfora de Exequias (c. 540-530 a. C.)

Exequias aislaba los dos lados de la mayoría de sus vasos en negro brillante, un proceso que se utilizó para piezas valiosas a partir de este periodo. Cada escena está también cuidadosamente enmarcada, bien por arabescos, bien por bandas horizontales dobladas por un friso. En algunos vasos, los espacios entre las distintas escenas -como la lucha entre Aquiles y Pentesilea, se rellenan con diversos motivos, hileras de rosetas, flechas, espirales y bandas sólidas. La acción principal se complementa a veces con una escena auxiliar, como cuando el perro celebra con Pólux en el lado opuesto a la escena en la que Áyax y Aquiles juegan a los dados. Una de sus técnicas consiste en utilizar la forma del recipiente y sus salientes como superficies para las líneas y formas de la pintura. Mirando la escena de frente, la mirada se dirige a un centro de atracción principal: el tablero de juego, el rostro de Pentesilea, la túnica estrellada de Dioniso, la espada clavada en el suelo. En la superficie curva del vaso, este punto es el más cercano al ojo. Todas las demás líneas esenciales son concéntricas con esta región central o se dirigen hacia ella como los radios de una rueda: las lanzas de los guerreros, las espaldas redondeadas de sus formas arqueadas, las velas hinchadas por el viento del barco y su quilla curvada, el círculo de los delfines, etc. Parece ser casi el único que compone de este modo; solo excepcionalmente vemos el uso de este tipo de proceso con el pintor de Amasis.

## Atención al detalle
Un segundo rasgo característico de Exequias es el uso cuidadoso de líneas incisas para delinear sus figuras, mostrando la máxima atención al detalle, especialmente en las vestimentas y las armadura sde sus figuras. Es el único pintor de vasos griegos que lo hace. Los detalles de las indumentarias repiten, a menor escala, los temas de todo el vaso. Los adornos de la cabeza y los hombros de Áyax cuando se dispone a suicidarse, por ejemplo, son asombrosos. Exequias se distingue así por el uso de incisiones que, aplicadas a las superficies, producen un efecto de medio tono, a medio camino entre un fondo claro y la pintura negra. Cuando completó la escena de Aquiles y Áyax jugando a los dados, «la técnica de la incisión nunca será más hábil, más minuciosa, que al describir los detalles de sus armaduras o los bordados de sus capas».